# 2 Korpus Armijny (Bundeswehra)
2 Korpus Armijny (niem. II. Korps) – wyższy związek taktyczny Bundeswehry z okresu zimnej wojny.

## Struktura organizacyjna
Organizacja w 1989:
- dowództwo korpusu – Ulm
- 4 Dywizja Zmechanizowana – Ratyzbona
- 10 Dywizja Pancerna – Sigmaringen
- 1 Dywizja Górska – Garmisch-Partenkirchen
- 9 Dywizja Powietrznodesantowa – Bruchsal
- 25 Brygada Powietrznodesantowa – Calw